# Dan Merta
Dan Merta (Praga, 1963) es un historiador del arte y comisario artístico checo.

## Biografía
Licenciado en Historia del Arte y Estética en la Facultad de Filosofía de la Universidad Comenius en Bratislava, como comisario artístico ha organizado exposiciones de E. Dietmann, C. Boltanski, K. Gebauer o A. Gormley en el Castillo de Praga. Entre 1999 y 2008 fue secretario de la Jindřich Chalupecký Society, produciendo y organizando el Premio para Jóvenes Artistas Checos por debajo de los 35 años. Desde 2001 ha dirigido la Jaroslav Fragner Gallery, la más importante plataforma checa de arquitectura contemporánea. Merta fue uno de los fundadores de la Iniciativa Za novou Prahu (Iniciativa por una Nueva Praga) y de la Tady není developerovo (Esta no es tierra de desarrolladores), y es miembro del comité de expertos del premio Europeo del Espacio Público Urbano desde 2014.